# Derf Backderf
John Backderf (Richfield, Ohio, 31 de outubro de 1959), também conhecido como Derf e Derf Backderf, é um cartunista norte-americano. Seus principais trabalhos são a tira cômica The City, que foi publicada em diversos jornais alternativos entre 1990 e 2014, e o romance gráfico My Friend Dahmer, publicado em 2012. Em 2006, Derf ganhou o Robert F. Kennedy Journalism Award na categoria "cartum" pela tira The City. Em 2014, a edição francesa de My Friend Dahmer ganhou o prêmio de revelação no o Festival de Angoulême. Em 2018, foi a vez da edição brasileira ganhar o Troféu HQ Mix na categoria "melhor publicação de aventura/terror/fantasia".